# Корпусна лингвистика
Корпусната лингвистика е наука, която изучава езика чрез множество от реални езикови примери или текстове, събрани в общо цяло, наречено корпус. Корпусните изследвания на езика са практически подход, който позволява на лингвистите да изследват голямо количество разнообразни текстове при изучаването и описанието на естествения език. Емпиричният материал улеснява лингвиста в изграждането на обективни изследвания и изводи, които не разчитат на индивидуалния езиков усет, и позволява изследването на различните разновидности на езика като диалекти, ранни периоди на езиково развитие и др. Корпусно-основаният подход е методология, която обслужва както изследването на множество различни аспекти и области на лингвистичното познание на различни езикови нива като фонетика, морфология, синтаксис и т.н., така и различни практически и теоретични цели и задачи. Корпусните изследвания дават възможност за анализ и потвърждение на общоизвестни, но неполучили обяснение факти и задоволяват необходимостта от доказателства за подкрепа на дадена теория.
Компютърната корпусна лингвистика разработва компютърни модели за подпомагане наблюдението над лингвистичен материал, формирането и проверката на лингвистичните хипотези. Тя съчетава целите на лингвистичната наука и компютърните технологии и поражда нов тип взаимодействие между интуицията на езиковеда и автентичния езиков материал.